# Iberis aurosica
Iberis aurosica är en korsblommig växtart som beskrevs av Dominique Chaix. Iberis aurosica ingår i släktet iberisar, och familjen korsblommiga växter.

## Underarter
Arten delas in i följande underarter:
- I. a. aurosica
- I. a. nana